# 駿河徳山駅
駿河徳山駅（するがとくやまえき）は、静岡県榛原郡川根本町徳山にある大井川鐵道大井川本線の駅である。2011年（平成23年）9月30日 までは「かわね路号」が停車していた。

## 歴史
- 1931年（昭和6年）4月12日：開業。
- 2022年（令和4年）9月24日：台風15号による土砂災害のため休止[1]。

## 駅構造
島式ホーム1面2線を持ち、列車同士の行き違いが可能な地上駅である。大井川本線の路線を千頭駅から見ていくと、中間駅では初めて行き違いの出来る駅となる。ホームの北側にある駅舎とは遮断機付きの構内踏切で結ばれている。
木造駅舎を有する。駅舎は古くからのもので瓦葺である。大井川本線では標準仕様の駅舎である。大井川鐵道職員配置の直営駅で、駅舎の中には待合所のほか、出札口と改札口も設けられている。
2022年9月の台風15号の被害により、家山駅 - 千頭駅間が運休となっているため代行バスが運行されているが、経路の関係で当駅に乗入れることが出来ないため、国道362号のラーメン店「ちゃちゃ丸」前が代行バスの停留所となっている。

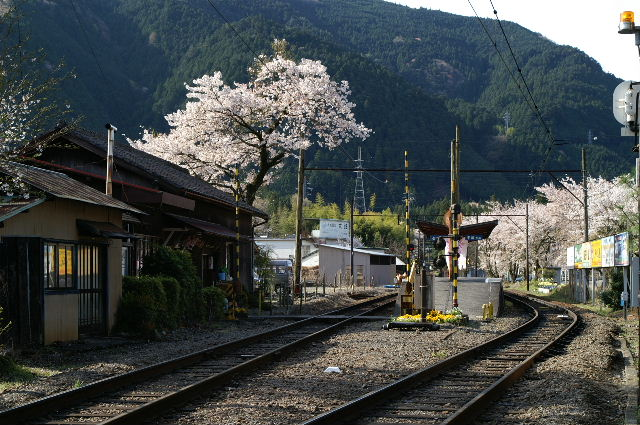
全景（2008年4月）
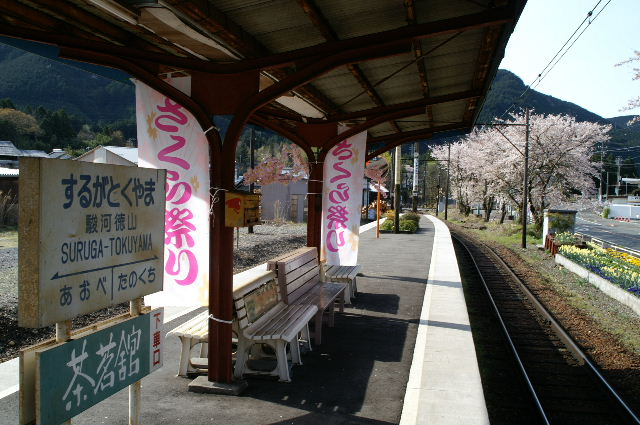
ホーム（2008年4月）
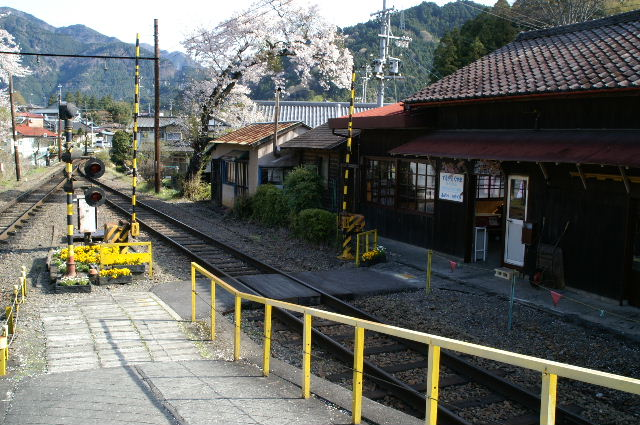
ホームから改札口（2008年4月）
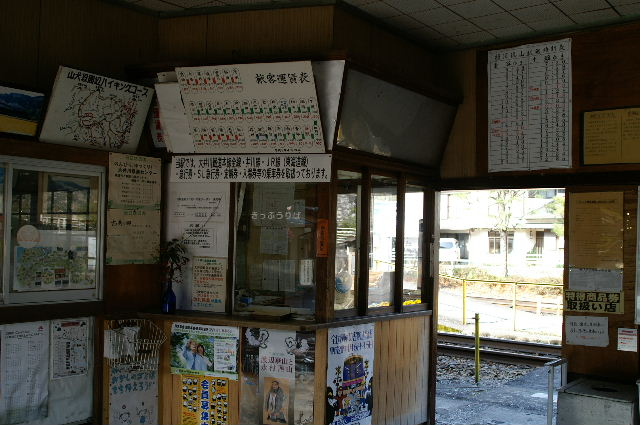
キップ売場と改札（2008年4月）

## 利用状況
- 2007年度の1日平均乗車人員は149人（静岡県統計年鑑による）

## 駅周辺

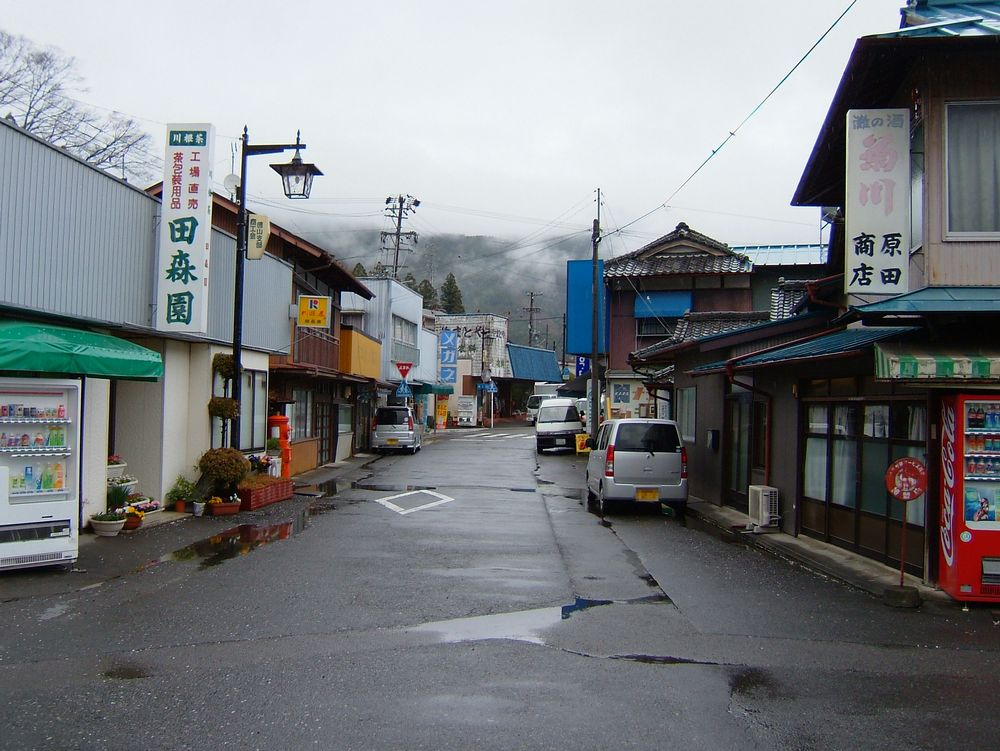
駅前風景（2006年4月）

大井川が削って作った平坦地に発達した徳山の集落に立地する。周辺では川根茶の生産が盛んで、茶畑が広がる。
駅のすぐ西側を国道362号が走っている。国道362号を金谷方面に700mほど行ったところに道の駅フォーレなかかわね茶茗舘がある。
駅からおよそ300m東に静岡県立川根高等学校があり、通学目的での利用もある。以下には当駅附近にある主要なスポットを列記する。
- 静岡県立川根高等学校
- 徳山郵便局
- 川根本町立中川根第一小学校
- 徳山城址
- 徳山神社
- 静岡県道77号川根寸又峡線
- 国道362号

### バス路線
川根本町営バス
- せせらぎ号

## 隣の駅
大井川鐵道
■大井川本線
田野口駅 - 駿河徳山駅 - 青部駅

## その他
- 花*花の『さよなら 大好きな人』のプロモーションビデオに本駅が登場する。